# Realitatea Plus
Realitatea PlusはルーマニアのGeopol International SRL傘下に置くルーマニアのテレビチャンネル。2015年1月16日開局。